# Angriff auf Santa Cruz de Tenerife (1706)

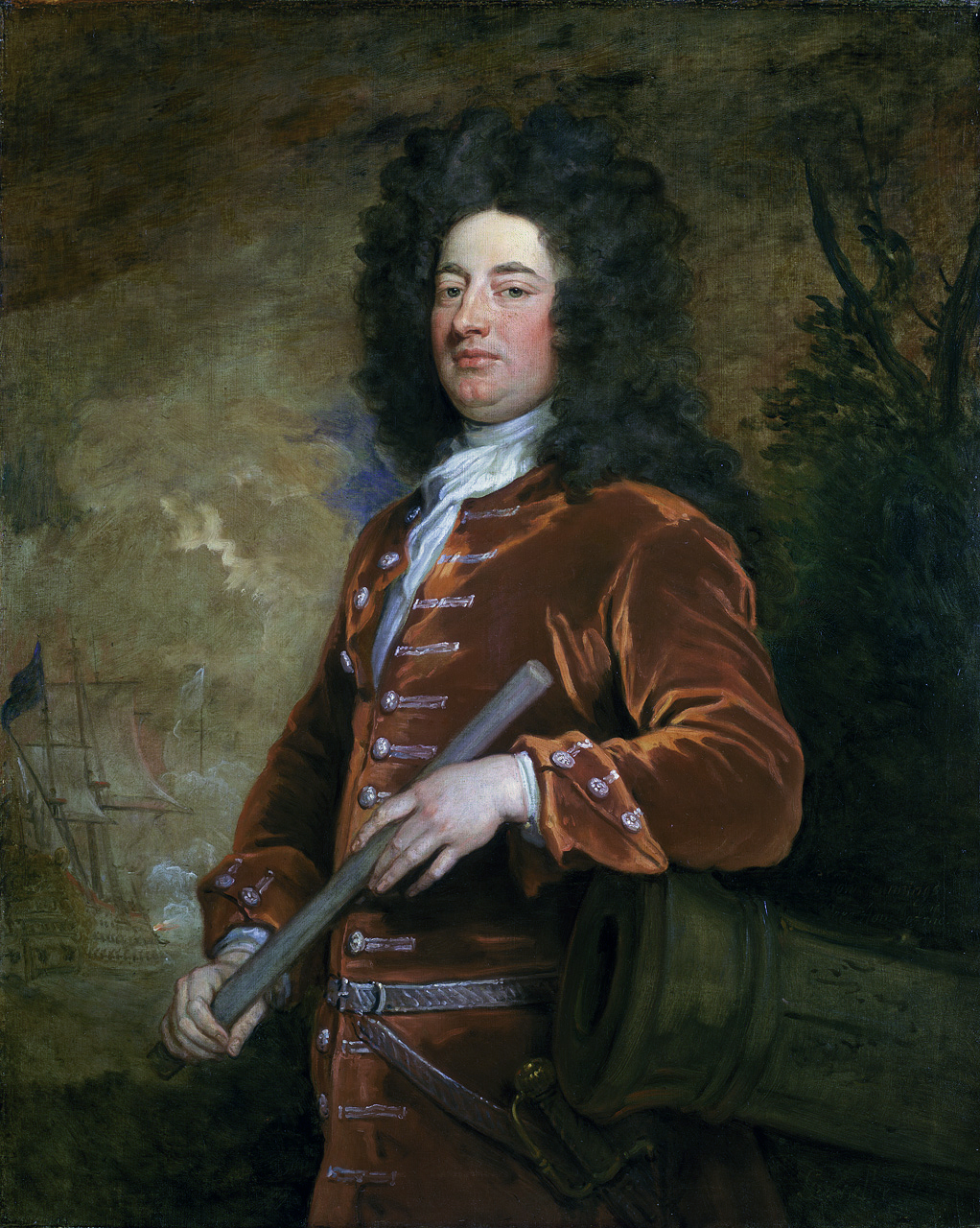
John Jennings

Im Verlauf des Spanischen Erbfolgekrieges griff ein Geschwader der Englischen Marine am 6. November 1706 unter dem damaligen Konteradmiral John Jennings den Hafen von Santa Cruz de Tenerife an. Durch heftige Gegenwehr der Verteidigungsanlagen an Land sahen sich die Angreifer gezwungen, ihren Angriff aufzugeben.

## Vorgeschichte des Angriffs
Der Angriff von 1706 ist einer von vielen Angriffen auf die Kanarischen Inseln im Laufe der Jahrhunderte. Er unterscheidet sich von den meisten anderen Angriffen durch die Anzahl der beteiligten Schiffe und durch die Absicht der Angreifer.
Der Angriff wird darüber hinaus im Zusammenhang mit anderen Angriffen auf das Gebiet des Königreiches Spanien im Spanischen Erbfolgekrieg betrachtet. (z. B. Cadiz, Gibraltar, Menorca)
Der spanische Erbfolgekrieg entstand um die Nachfolge Karls II. des letzten spanischen Königs aus dem Haus Habsburg. Während Frankreich den Enkel Ludwigs XIV. Philipp von Anjou als legitimen Thronfolger ansah, unterstützte England Erzherzog Karl, den zweiten Sohn von Kaiser Leopold I.

### Cadiz und Vigo 1702
Im August 1702 versuchte eine aus 30 englischen und 20 niederländischen Schiffen bestehende Flotte unter dem Kommando von Admiral George Rooke, den Hafen von Cádiz zu erobern. Ein Ziel war es, den Teil der spanischen und französischen Flotte, die im Hafen lag, zu zerstören; es wurde nicht erreicht. Ein weiteres Ziel bestand darin, die Bevölkerung zu bewegen, den Habsburger Thronprätendenten Karl anzuerkennen. Zu diesem Zweck brachte Georg von Hessen-Darmstadt (1669–1705), der bei der Aktion selber anwesend war, Aufrufe an die Bevölkerung heraus.
In der Seeschlacht bei Vigo am 23. Oktober 1702 besiegte eine englisch-holländische Flotte unter Admiral Sir George Rooke und Philipp van Almonde eine spanisch-französische Flotte unter dem Kommando von François Louis Rousselet de Château-Renault und Manuel de Velasco. Bei dieser Aktion wurden keine Versuche unternommen, auf die Bevölkerung einzuwirken.

### Gibraltar 1704
Im August 1704 brachte eine englisch-niederländische Flotte aus siebzig Schiffen unter dem Kommando Admiral George Rookes eine Landungstruppe aus 1.800 englischen und niederländischen Seesoldaten an Land. Die Truppe stand unter dem Befehl von Georg von Hessen-Darmstadt (1669–1705), der nach der erfolgreichen Eroberung als Gouverneur im Namen des Habsburger Thronprätendenten Erzherzog Karl das Kommando über Festung und Stadt Gibraltar übernahm. Da Karl keine zusätzlichen Truppen zur Verteidigung von Gibraltar schicken konnte, bat Georg von Hessen-Darmstadt die englische Königin Anna, Gibraltar unter britischen Schutz zu nehmen. Der formelle Übergang an die Britische Krone fand erst mit dem Frieden von Utrecht 1713 statt.

## Angriff auf Santa Cruz de Tenerife

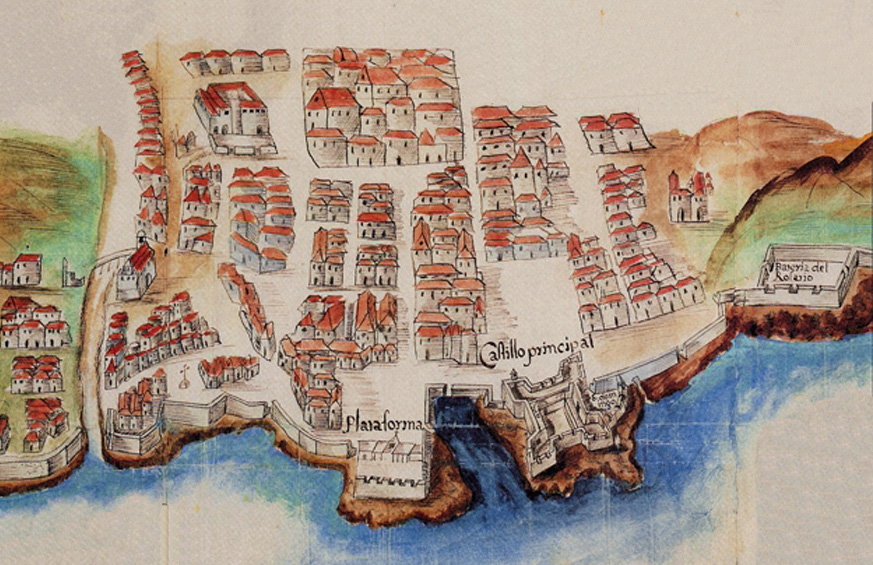
Santa Cruz 1701

### Situation in Santa Cruz
Der Hafen von Santa Cruz de Tenerife war eine nach Osten offene Bucht (Bahia). Das Stadtgebiet war gegen das Meer teilweise durch eine Mauer und teilweise durch einen Wall abgeschlossen, die allerdings durch die zahlreichen Barrancos unterbrochen waren. Diese Befestigung erstreckte sich vom Barranco Hondo im Süden bis zum Castillo de Paso Alto im Norden. Innerhalb dieser Anlage befanden sich das Castillo San Juan im Süden, das Castillo San Cristóbal als Befehlszentrum in der Mitte und das Castillo de Paso Alto direkt an der Steilküste im Norden. In den Castillos war ständig eine Besatzung von Artilleristen stationiert. Zwischen diesen Castillos gab es zahlreiche Baterías (Geschützstände) die im Alarmfall von Milizsoldaten besetzt wurden.
Im Anagagebirge, das sich nordöstlich der Stadt Santa Cruz befindet und im Castillo San Andrés, fast an der Nordostspitze der Insel, waren ständig Aussichtsposten im Einsatz, die durch Signale über die Schiffsbewegungen vor der Küste informierten, sodass bei verdächtigen Konstellationen in Santa Cruz bzw. auf der ganzen Insel Alarm ausgelöst werden konnte. Bei einem Alarm wurden Miliztruppen auch aus La Laguna und anderen Orten der Insel in Santa Cruz zusammengezogen.

### Ablauf des Angriffs
Am Nachmittag des 5. November 1706 wurde in Santa Cruz de Tenerife Alarm gegeben, weil die Beobachtungsstationen im Anagagebirge etwa zehn Schiffe entdeckt hatten, die möglicherweise auch spanische Handelsschiffe auf dem Weg nach Amerika sein konnten. Man wollte aber sicher sein und gab Alarm. Im Ort und im Hafen von Santa Cruz de Tenerife wurden Truppen mobilisiert. Am Abend hatten etwa 4.000 Milizionäre die Befestigungsanlagen der Stadt besetzt. Die drei Festungsanlagen waren durch die volle Besetzung an Artilleristen und weiteren Milizionären voll einsatzfähig. Darüber hinaus waren zur Abwehr von Landungsaktionen Kavallerietruppen aus La Laguna gekommen. Im Morgengrauen des 6. November ließen sich 13 Schiffe ausmachen. Es handelte sich dabei um das englische Flaggschiff „Binchier“ mit 70 Kanonen und zwölf weitere Schiffe mit wenigstens jeweils 60 Kanonen.
Gegen acht Uhr näherten sie sich der kleinen Mole von Santa Cruz. Sie erschienen der Besatzung von Santa Cruz verdächtig, obwohl sie die französische Flagge führten, als gehörten sie der Partei des aus Frankreich stammenden Königs Philipp V. an. (Die Bevölkerung der Kanarischen Inseln hatte Philipp V. als Nachfolger des verstorbenen Königs Karl II. anerkannt.) Nach einiger Zeit holten die Schiffe die Flaggen ein und hissten die blauen Flaggen der englischen Mittelmeerflotte. (John Jennings war zu dieser Zeit Rear Admiral of the Blue = Konteradmiral der englischen Mittelmeerflotte). Dieser Flaggenwechsel führte dazu, dass in der Bevölkerung Teneriffas dieser Angriff unter dem Begriff Die Invasion des Englischen Geschwaders mit der blauen Fahne in Erinnerung blieb.
Die englischen Schiffe ließen 37 Ruderboote zu Wasser, die sich in Richtung des Strandes bewegten. Daraufhin eröffneten die Befestigungen an Land das Feuer, das die englischen Schiffe erwiderten. Der Schusswechsel dauerte etwa zwei Stunden. Dies führte zu – auch von Land aus erkennbaren – Schäden an den Schiffen. Die Ruderbote wurden zurückgezogen. Jennings verlegte sich nun auf Verhandlungen. Er ließ ein Ruderboot mit einer weißen Fahne zu Wasser bringen. Einige Offiziere sollten einen Brief an den Kommandierenden der Verteidiger übergeben. Nachdem den Parlamentären am Strand die Augen verbunden worden waren, wurden sie in das Castillo San Cristobal gebracht. Da der Generalkapitän der Kanarischen Inseln, Agustín de Robles y Lorenzana, sich auf einer Gerichtssitzung in Gran Canaria befand, leitete der Corregidor José de Ayala y Rojas die Verteidigung.
In dem Brief an den Kommandierenden der spanischen Verteidiger schrieb Jennings, er sei nach den Kanarischen Inseln geschickt worden, um französische Schiffe zu bekämpfen. Er sei kein Feind der Spanier und seine Schiffe hätten ohne seine Anweisung das Feuer eröffnet. Er ging dann darauf ein, dass der Habsburger Thronanwärter, den Jennings als König Karl III. bezeichnete, auf dem Festland immer mehr Anhänger gewänne und alle Spanier, die ihn als König anerkennen würden, auch unter seinem Schutz stünden. José de Ayala formulierte daraufhin, nach einer Beratung mit den im Castillo San Cristóbal anwesenden wichtigsten Autoritäten der Insel, ein Schreiben, in dem es hieß, dass für ihn Philipp V. spanischer König sei und dass selbst wenn auf dem Festland die Feinde des Königs die Oberhand bekämen, die Inseln treu zu ihm stehen würden.
Konteradmiral Jennings musste einsehen, dass er weder mit einem Angriff auf den Hafen und die Stadt Santa Cruz erobern, noch mit Verhandlungen die Bevölkerung zu einem Umschwenken auf die Seite des  Habsburger Prätendenten veranlassen konnte. Er zog sich mit seinen Schiffen aus der Bahia de Santa Cruz zurück. Als der Generalkapitän der Kanarischen Inseln, Agustín de Robles y Lorenzana, den man in Las Palmas de Gran Canaria über den Angriff informiert hatte, am 9. November wieder in Santa Cruz de Tenerife eintraf, konnte er den Alarm aufheben, da offenbar keine Gefahr eines neuen Angriffs bestand.

Wappen der Stadt Santa Cruz de Tenerife

## Folgen der Militäraktion
Die Englische Flotte kreuzte noch einen Tag vor der Küste Teneriffas und kehrte dann zurück, um sich wieder in die englisch-niederländische Armada einzugliedern, die sich vor der Küste der Iberischen Halbinsel befand. Für die Karriere des – zu der Zeit – Rear Admiral of the Blue Sir John Jennings hatte dieser eher missglückte Einsatz keine Auswirkungen. Er stieg zum Lord of the Admiralty auf.
König Philipp V. würdigte in einem Schreiben vom 28. Dezember 1706 die Tapferkeit und die Treue der Bürger der Ortschaft Santa Cruz de Tenerife und der Insel. Das Ereignis wurde nach dem britischen Angriff von 1797 wieder aufgegriffen in dem Titel, der dem Ort von König Karl III. verliehen wurde: Muy Noble, Leal, Invicta y Muy Benéfica Ciudad, Puerto y Plaza de Santa Cruz de Santiago de Tenerife (Sehr edle, treue, unbesiegte und sehr gesegnete Stadt, Hafen und Ort des Heiligen Kreuzes des Heiligen Jakobus von Teneriffa) und in dem Wappen, das drei Löwenköpfe zeigt, als Symbol für den Sieg über die englischen / britischen Angreifer von 1657, 1706 und 1797 verewigt.